# Object Definition Language
Object Definition Language (ODL) – język specyfikacji obiektu, przeznaczony do definiowania schematu, struktury bazy danych oraz interfejsów do obiektów. Uniwersalny język wysokiego poziomu umożliwiający integrację różnych systemów.
ODL powinien uwzględniać semantykę zgodną z modelem obiektowym ODMG.